# Йосташ Фландърски
Йосташ Фландърски (на френски: Eustache de Flandre; на немски: Eustach von Flandern) от графската фамилия Балдуини, е регент на Солунското кралство в периода 1210 – 1216 г.

## Живот
Той е малкият син на граф Балдуин V от Хенегау-Фландрия и графиня Маргарета I Фландърска. Неговите по-големи братя Балдуин I и Анри Фландърски са първите двама латински императори на Константинопол. Сестра му Йоланда Фландърска е латинска императрица на Константинопол, съпруга на император Пиер дьо Куртене, от чието име управлява самостоятелно от 1217 до 1219 г.
Йосташ не участва в Четвъртия кръстоносен поход (1202 – 1204) и идва в Латинската империя през 1206 г., когато брат му Анри Фландърски е коронясан за император. За пръв път той е споменат като военачалник на брат си в края на 1206 г., в една победоносна битка против българския цар Калоян близо до Адрианопол.
На страната на Хенрих той участва в боевете против българите и никейците под управлението на Теодор I Ласкарис. През 1208 г. заедно с брат си и бароните на Филипополското херцогство участва в битката при Пловдив, в която е победен цар Борил. Същата година Йосташ е изпратен да командва латински гарнизон в Родопите, във владенията на деспот Алексий Слав, който става васал на Анри Фландърски. През 2011 г. Борил подновява войната и подкрепян от брат си севастократор Стрез напада Солунското кралство. По пътя си той обсажда резиденцията на Алексий Слав – Мелник, и успява да я превземе. По-късно обаче обединените сили на Йосташ и деспот Алексий Слав успяват да нанесат тежко поражение на българите. През месец ноември същата година обединените сили на Йосташ, Бертолд фон Катценелнбоген и деспот Слав, нанасят ново поражение на силите на Борил и неговия съюзник Стрез край Битоля.
След потушаването на въстанието на ломбардите на Оберто II от Биандрате в Солунското кралство през януари 1209 Йосташ е назначен от брат си Анри за регент на малолетния крал Деметрий Монфератски. На последвалия парламент от Равеника през май 1209 се договаря брак на Йосташ с Ангелина, дъщеря на византийския деспот на Епир, Михаил I Комнин.
Йосташ Фландърски се споменава за последно през април 1217 г. като присъства в Рим на коронацията на новия латински император Пиер дьо Куртене, който е съпруг на сестра му Йоланда Фландърска. Йосташ е придружавал дьо Куртене в неговия поход в Епир, начело на армия от 160 рицари и 5500 сержанти. За да се доберат до Константинопол, латинците се обръщат към венецианците, които им обещали помощта си ако превземат Драч. Градът бива атакуван, но се оказва добре защитен и обсадата завършва неуспешно. Венецианците се отказват да помагат на Пиер дьо Куртене и хората му. На императора се наложило да се придвижи от Драч до Солун по суша, като армията му се движила не по стария римски път Виа Егнация, а през долината на Девол, на юг от Охридското езеро. Там Куртене се среща с Теодор Комнин, който първоначално заявява покорност, но впоследствие, когато французите навлизат в една тясна котловина, внезапно ги атакува и ги разгромява напълно. В този бой загива Йосташ Фландърски. Папският легат кардинал Йоан Колона и раненият император били взети в плен. Пиер дьо Куртене умира в плен в 1219 г.